# Полиметрия (музыка)
Полиметри́я, в многоголосной музыке — одновременное или последовательное сочетание двух или более метров, частный и наиболее распространённый случай полиритмии. 

## Краткая характеристика
При полиметрии метрические акценты в разных голосах фактуры не совпадают. Очень редко различие конфликтующих метров выдерживается на всём протяжении пьесы или крупного её раздела, как в финале I акта из оперы «Дон Жуан» В. А. Моцарта, где одновременно сочетаются три танца в размерах 3/4, 2/4 и 3/8. В фортепианном концерте соль мажор М. Равеля на протяжении всей II части  мелодия выдержана в размере 3/4, тогда как аккомпанемент (в партии левой руки) — в размере 6/8. Пример из современной музыки — II часть «Scherzo polimetrico» из Второго струнного квартета английского композитора Эдмунда Руббры (1951), где в разных голосах фактуры одновременно используются размеры 9/8, 12/8 и 21/8, вследствие чего границы тактов почти никогда не совпадают.

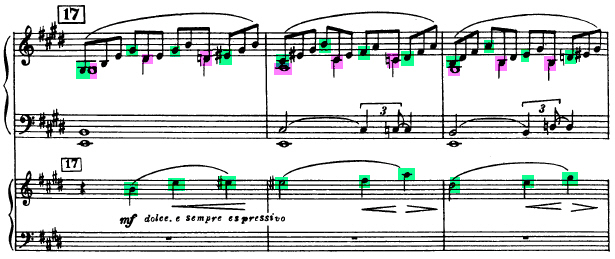
Рахманинов. 2-й концерт для фп. с оркестром, ч.II, тт. 9-11. Метрические акценты основной сетки (4/4, подсвечены зеленым цветом) в партии фортепиано контрастируют с маркированными композитором акцентами (подсвечены розовым) на первых долях 4-нотных арпеджированных пассажей. На первой доле такта разнометрические акценты совпадают

Гораздо чаще встречаются краткие включения полиметрии в композицию, написанную в целом в одном неизменном метре. Например, в первых тактах II части Второго струнного квартета А.П. Бородина при едином для всех голосов трёхчетвертном такте последовательности восьмых у скрипок разбиты в группы по 2 (3 такие группы в одном такте), у виолончели же — в группах по 4 (наперекор тактовому размеру). Для достижения описываемого эффекта помимо разной группировки длительностей, соответствующих долям метрического такта, композиторы также прибегают к особым видам ритмического деления. Например, во II части Второго фортепианного концерта С.В. Рахманинова, начало которой написано на 4/4, в партии фортепиано в тт.5-12 используются триоли, маркированные композитором как 3 группы по 4 ноты в каждой (4+4+4). Начиная с т.13 полиметрический эффект создаёт наложение на триольный аккомпанемент оркестрового соло в длительностях, соответствующих двухдольной (основной) метрической сетке. 

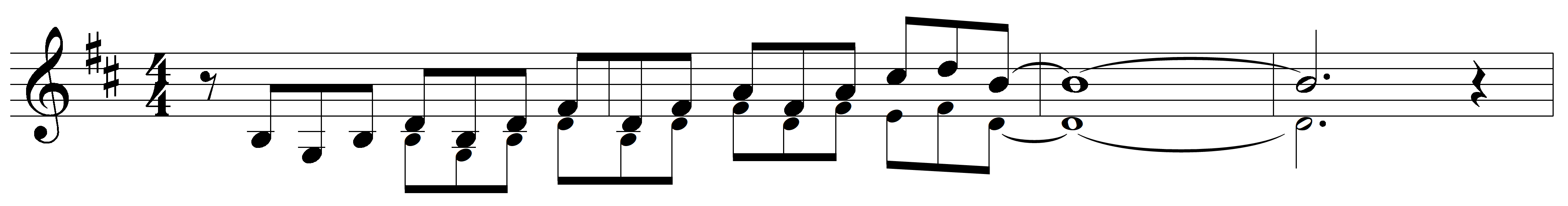
Псевдо-триоли (группы из восьмых) в рамках метра 4/4 («Samba do aviao» А. К. Жобина)

Полиметрия (с использованием мультиолей и без них) используется в джазе и (реже) в популярной музыке, например, в рефрене песни И.Берлина «Puttin' on the Ritz», в босса-нове А. К. Жобина «Samba do avião», в  «Блюзовом рондо в турецком духе» («Blue rondo à la Turk») Д.Брубека. В последнем случае шесть восьмых такта 9/8 группируются по две, таким образом, такт заполняется ритмическим рисунком восьмых по схеме 2+2+2+3 (против ожидаемых 3+3+3). Яркий пример горизонтальной полиметрии — песня «America» из мюзикла «Вестсайдская история» Л. Бернстайна, где шестидольные такты (6/8, два акцента) систематически чередуются с трёхдольными (3/4, три акцента).

## Полиметрия в западной науке
В англоязычной терминологии термин «полиметрия» не принят, а явления (кратковременного или продолжительного) наложения друг на друга разных метрических акцентов описываются как «полиритм» (англ. polyrhythm), или кросс-ритм (англ. cross-rhythm букв. «перекрёстный ритм»). Например, в Музыкальном словаре Гроува (2001) полиритм определяется как «наложение различных ритмов или метров». В немецкой музыкальной науке, как и в русской, «полиметрия» (нем. Polymetrik) понимается как частный случай «полиритмии» (нем. Polyrhythmik), с оговоркой, что чёткого разграничения двух описанных терминов нет.

## Примеры полиметрии в неакадемической музыке
- King Crimson — Frame by Frame, пример горизонтальной  (смена 7/8 и 6/8) и вертикальной (наложение метрического такта 7/8 на метрический такт 6/8) полиметрии
- Led Zeppelin — Kashmir (синтезатор и гитара играют на 3/4, ударные — на 4/4)
- Radiohead — Let down (синтезатор большую часть песни играет на 5/8, остальные партии на 4/4)
- Gorillaz — 5/4 (гитары играют в размере 5/4, ударные и солист на 4/4)